# Jan Krzyżewski
Jan Krzyżewski herbu Grzymała IV – audytor z rangą kapitana w 4 Regimencie Pieszej Buławy Wielkiej Koronnej po dymisji kpt. Franciszka Bieniewskiego (31.05.1792), zasiadał w Komisji Do Spraw Dziesiątego Grosza na ziemi różańskiej (1789).